# Fool's Paradise (película de 2023)
Fool's Paradise es una película de comedia satírica estadounidense escrita y dirigida por Charlie Day en su debut como director. La película está protagonizada por Day, Ken Jeong, Kate Beckinsale, Adrien Brody, Jason Sudeikis, Edie Falco, Jason Bateman, Common, Ray Liotta y John Malkovich.

## Sinopsis
Un publicista con mala suerte tiene su golpe de suerte cuando descubre que un hombre mudo que acaba de salir de un centro de salud mental parece un actor metódico que se niega a salir de su tráiler.

## Reparto
- Charlie Day como Latte Pronto
- Ken Jeong como Lenny el Publicista
- Kate Beckinsale como Christiana Dior
- Adrien Brody como Chad Luxt
- Jason Sudeikis como Lex Tanner
- Ray Liotta como El Productor
- Steve Coulter como Tony London
- Jason Bateman[3] como Técnico de efectos especiales
- Edie Falco como The Fool's Agent
- Mary Elizabeth Ellis como Mujer de maquillaje #1
- Drew Droege como Estilista masculino
- Artemis Pebdani como Mujer de maquillaje #2
- Jimmi Simpson[4] como Presentador de Show
- Lance Barber como Sidekick
- Dean Norris como Jefe del estudio
- Glenn Howerton como Gerente de negocios
- Common como The Dagger
- Jillian Bell como Shaman
- Katherine McNamara como Terry
- John Malkovich como Ed Cote
- Alanna Ubach como Actriz Porno
- David Hornsby[5] como Piloto
- Edy Ganem como La Hija

## Producción
En septiembre de 2018 se anunció que Charlie Day haría su debut como director en la película El Tonto, además de escribirla y protagonizarla. Las incorporaciones de Kate Beckinsale, Jason Sudeikis, Edie Falco, John Malkovich y Jillian Bell al elenco se anunciaron el mes siguiente. En octubre de 2018, se agregaron al elenco Ray Liotta (en uno de sus papeles finales), Ken Jeong, Adrien Brody, Travis Fimmel, Dean Norris y Edy Ganem. En noviembre de 2018, se anunció que Katherine McNamara, Common, Mary Elizabeth Ellis y Glenn Howerton se habían unido al elenco.
La fotografía principal comenzó en octubre de 2018 en Los Ángeles. En febrero de 2022, Day reveló en una entrevista que la película se había sometido a una semana de nuevas tomas en diciembre de 2021 con Jeong, Brody, Beckinsale y Liotta después de que escribió 27 páginas adicionales al guion basándose en el consejo del cineasta Guillermo del Toro, quien también sugirió que se descartara el título inicial de la película, El Tonto. Más tarde, la película se tituló Fool's Paradise.

## Estreno
Fool's Paradise se estrenó en cines el 12 de mayo de 2023 por Roadside Attractions en los Estados Unidos y Canadá. Lionsgate se encarga de distribuir en medios domésticos.